# Louis-Marie de Lescure
Louis-Marie de Salgues, marqués de Lescure (Versalles, 13 de octubre de 1766-La Pellerine, 4 de noviembre de 1793), fue un general del Ejército Católico y Real de la Vandea. Era conocido como el Le saint du Poitou, «el santo de Poitú».

## Orígenes
Hijo de Louis-Marie-Joseph de Salgues (1746-1784), marqués de Lescure y señor de Clisson, y Jeanne de Durfort de Civrac (1748-1766). Su madre murió trece días después de su nacimiento. Su abuelo materno era el duque Aimeric Joseph de Durfort-Civrac (1716-1787). La tierra natal de su familia era Albi, sin embargo, durante la segunda mitad del siglo XVIII se trasladaron a la Vandea. Como su familia se había quedado sin dinero, debió casarse con su prima Victoire de Donnissan (1772-1857) en 1791. Otro de sus primos fue Henri de La Rochejaquelein (1772-1794).
A los dieciséis años entró en la escuela militar. Torpe, tímido, taciturno, piadoso y austero, tendía tendencias a una soledad frívola, alegre y ostentosa en la que estaba inmersa. Poco antes de comenzar la Revolución francesa estaba enlistado en una compañía de caballería del regimiento real del Piamonte. 
Siendo un hombre culto, inicialmente Lescure no vio con malos ojos el proceso revolucionario, a pesar de contemplar como aparecían los primeros Émigrés. Sin embargo, el marqués, como muchos otros nobles del Bajo-Poitú, se negaron a irse. Tras la fracasada fuga de Varennes, Lescure, como seguidor del monarca, debió exiliarse brevemente en junio de 1791. A su regreso fue uno de los defensores del rey en el asalto de las Tullerías. Después de esto, se retiró a su castillo de Clisson, en Boismé. Allí recibe a muchos parientes y amigos que huyen de El Terror que se ha instaurado en París.
Al poco tiempo, los campesinos de la zona, ya heridos en el respeto a su fe religiosa, se niegan a obedecer al nuevo gobierno revolucionario de la Primera República Francesa, que ha decretado una leva masiva. Los sublevados terminaron por buscar el liderazgo de los nobles de la zona, entre los que estaba Lescure y su primo La Rochejaquelein.

## Guerra de la Vendée

Escudo de la familia de Salgues.

Ambos nobles habían pensado en marcharse a Châtillon-sur-Seine, pero fueron arrestados por los republicanos y llevados a Bressuire. Ahí sería liberado por los rebeldes cuando el pueblo caiga en sus manos. Uniéndose a las filas de los campesinos, pronto se convirtió en uno de sus dirigentes a petición de sus propios seguidores. Como comandante se mostraría misericordioso, salvando la vida de numerosos prisioneros.
Demostrando gran valor, consiguió tomar Fontenay-le-Comte (16 de mayo de 1793) y Thouars (25 de mayo), liberando a los presos encarcelados. En Saumur, 9 de junio, fue herido y tras la decisiva derrota rebelde en Nantes (29 de junio), intento reunir a los dispersos en Bussières. Su llegada, ejemplo personal y llamado al valor en Tiffauges (19 de septiembre) permitió sostener las líneas defensivas antes los ataques del general republicano Jean-Baptiste Kléber (1753-1800).

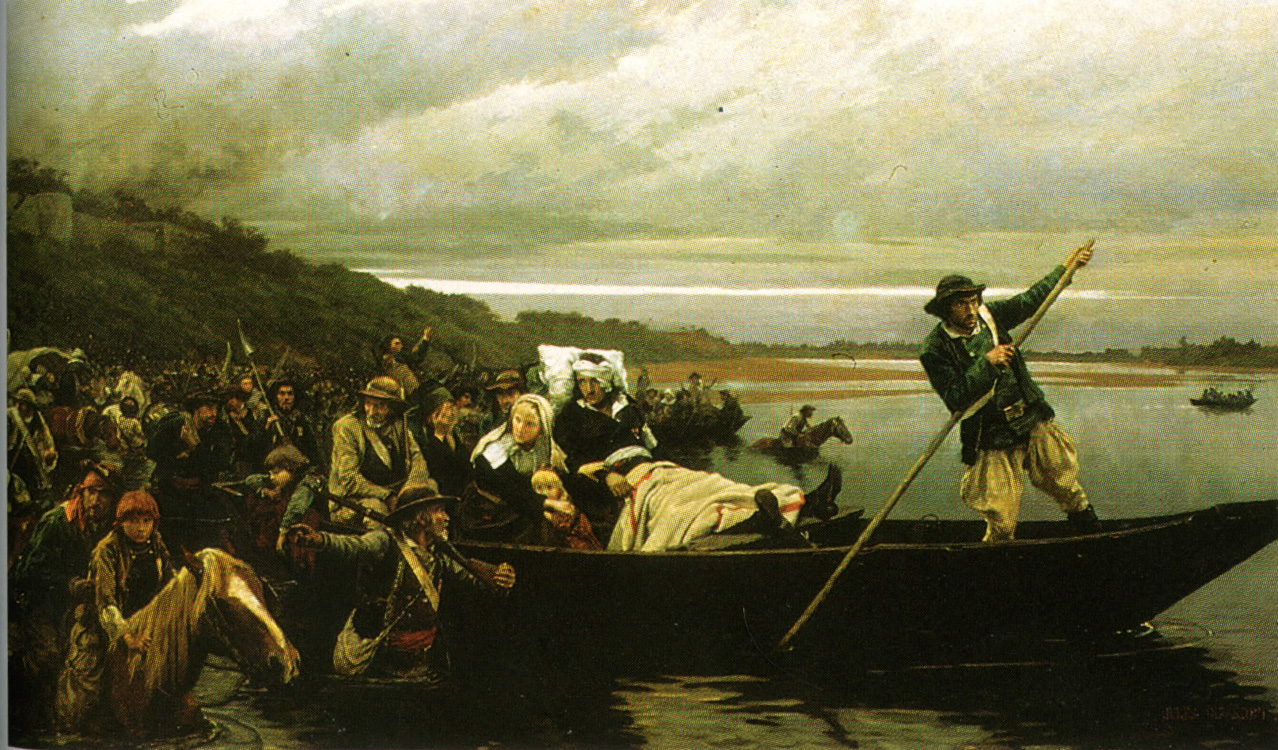
Le Général Lescure blessé passe la Loire à Saint-Florent, cuadro de Jules Girardet, 1882.

Poco después, el 15 de octubre, el general republicano François-Joseph Westermann (1751-1794) expulsó a los rebeldes de sus posiciones defensivas. Durante el combate, Lescure fue herido de un balazo en la cabeza. A los dos días, en la Cholet los campesinos rebeldes sufrieron una derrota decisiva. El marqués acompañaba a los heridos y civiles en la retirada. 
Comenzaba el Giro de la Galerna, campaña en la que contribuyó aconsejando a los demás líderes rebeldes. Fue clave en el nombramiento de su primo La Rochejaquelein como generalísimo. Lescure, en cambio, quedó en Laval a cargo del cirujano Baguenier Desormeaux, ante quien hizo una reverencia a pesar de sus heridas. El ejército insurrecto marcharía frente a su ventana por cuatro horas al irse de ahí.

## Muerte
Según las Memorias de su viuda, el marqués murió el 4 de noviembre y fue enterrado secretamente por su suegro, el marqués de Citran, Guy Joseph de Donnissan (1737-1794), en un lugar llamado Los Besnardières, cerca de La Pellerine, cuya ubicación exacta se desconoce. Probablemente para impedir que su cuerpo sufriera el mismo ultraje que el cadáver de Charles de Bonchamps (1760-1793). Su viuda seguiría al ejército rebelde en su campaña, marchando al exilio hasta su retorno en 1816.
Tuvo dos hijas mellizas póstumas con su esposa durante la guerra, nacidas el 20 de abril de 1794 y que murieron pronto. Se llamaban Joséphine Anne Marie Perrine Julienne, fallecida el 2 de mayo de ese mismo año, y Louise, fallecida el 11 de agosto de 1795.